# Can Mèlic (Sant Just Desvern)
Can Mèlic és una obra de Sant Just Desvern (Baix Llobregat) protegida com a Bé Cultural d'Interès Local. És una masia que temps enrere fou de planta basilical i que ha patit un gran nombre de transformacions fins a deformar-la, que han deixat només part de l'obra de fàbrica original.